# Randia lanuginosa
Randia lanuginosa là một loài thực vật có hoa trong họ Thiến thảo. Loài này được Borhidi & García Gonz. mô tả khoa học đầu tiên năm 2006.